# Teatro de San Fernando
El teatro de San Fernando fue un teatro de la ciudad española de Sevilla, demolido en la segunda mitad del siglo XX.

## Descripción
Ubicado en Sevilla, se encontraba situado en la antigua calle Colcheros, más tarde denominada Tetuán. En él en la segunda mitad del siglo XIX tuvieron lugar óperas, zarzuelas, conciertos y bailes de sociedad.
Su construcción fue promovida por los empresarios Julián José Sánchez y José de Caso, con el proyecto a cargo del arquitecto Manuel Portillo y Navarrete y ejecutado por los ingenieros Gustavo Steinacher y Pablo Rohault de Fleury; se trató de la primera edificación con estructura de metal en la ciudad. Tras su inauguración, que tuvo lugar el 21 de diciembre de 1847, entró en competencia con el teatro Principal. Fue demolido en 1973.